# Sinuatophorus constrictus
Sinuatophorus constrictus är en stekelart som beskrevs av Van Achterberg 2000. Sinuatophorus constrictus ingår i släktet Sinuatophorus och familjen bracksteklar. Inga underarter finns listade i Catalogue of Life.